# 桑園
桑園（そうえん）は、北海道札幌市中央区の一部を指す地名。明治時代、養蚕のため桑畑が広がっていたことに由来する。名称に桑園を冠した鉄道駅（桑園駅）や道路（福住桑園通、北海道道326号桑園停車場線）、学校が、札幌駅や札幌駅前通から見て西方にあり、桑園地区町会連合会も存在するが、住居表示などに使われる公式の町丁ではないため明確な境界は存在しない。

## 歴史
1875年（明治8年）、開拓大判官を務めていた松本十郎は、札幌の南1条から北、西8丁目から西の地域を切り開くため、出身地の旧庄内藩（当時は酒田県）から元・武士157人を招聘した。彼らは郷里で、養蚕を営む松ヶ岡開墾場（現・山形県鶴岡市）を立ち上げた経験があった。6月から9月にかけて約100日間、月明かりのある夜は午前0時まで作業して約4万本の桑の苗木を植える穴を掘り、21万坪の土地を開拓してから帰郷した。北海道知事公館は旧庄内藩士の宿舎跡に建てられ、西門近くに「桑園碑」という石碑がある。
その翌年には、桑畑は48万坪まで拡大した。このため一帯は「桑園」と呼ばれるようになり、大正時代まで入居者は誰しもカイコを飼うことを約束させられた。
元は桑畑が広がっていた一帯も明治の末から民家が増え始め、大正になって区画整理がされたことで急速に宅地化が進行した。1927年（昭和2年）、札幌市電北五条線が札幌駅から開通。さらに1929年（昭和4年）には、桑園駅から北五条線に接続して市の中心部までいける桑園線が開通した。しかしこの桑園線は単線で運行本数を増やせなかったことと、当時の桑園駅はまだ貨物駅としての運用が中心で旅客が少なかったことから、1960年（昭和35年）に廃止された。残る北五条線も1971年（昭和46年）に廃止されている。
こうして一帯から市電は消えたが、1988年（昭和63年）の函館本線高架化を契機に、桑園駅前は大規模な開発が行われて再活性化。かつての市電停留所近辺にもマンションが林立するようになっている。

## 施設
- JR北海道 桑園駅
- 札幌市立桑園小学校
- 北海道知事公館

- 北海道立近代美術館

- 札幌競馬場

- 市立札幌病院
- イオン札幌桑園ショッピングセンター

- 北のたまゆら桑園
- DCM桑園店
- コープさっぽろ そうえん店

## 大学村
北6条西12丁目のあたりは、かつて北海道大学の教授たちが居を構えていたことから、通称「大学村」や「桑園博士町」と呼ばれている。
1909年（明治42年）12月に時任一彦農学部教授が移り住んだのを初めとし、宮部金吾など多いときには十数名の教授たちが集っていた。彼らは1912年（大正元年）12月から毎月「村会」という集まりを設け、途中で隔月に変更しつつも1995年（平成7年）秋に至るまで共同体を維持していた。
教授たちが建てた文化住宅の街並みはさっぽろ・ふるさと文化百選のNo.76に選定されているが、選定時には6棟あった住宅も1998年（平成10年）の時点で2棟にまで減少。周辺にはマンションが建ち並び、往時の雰囲気をうかがい知ることはもはやできない。
宮部金吾の邸宅跡は、1991年（平成3年）に整備されて「宮部記念緑地」となっている。

## 桑園延命地蔵尊

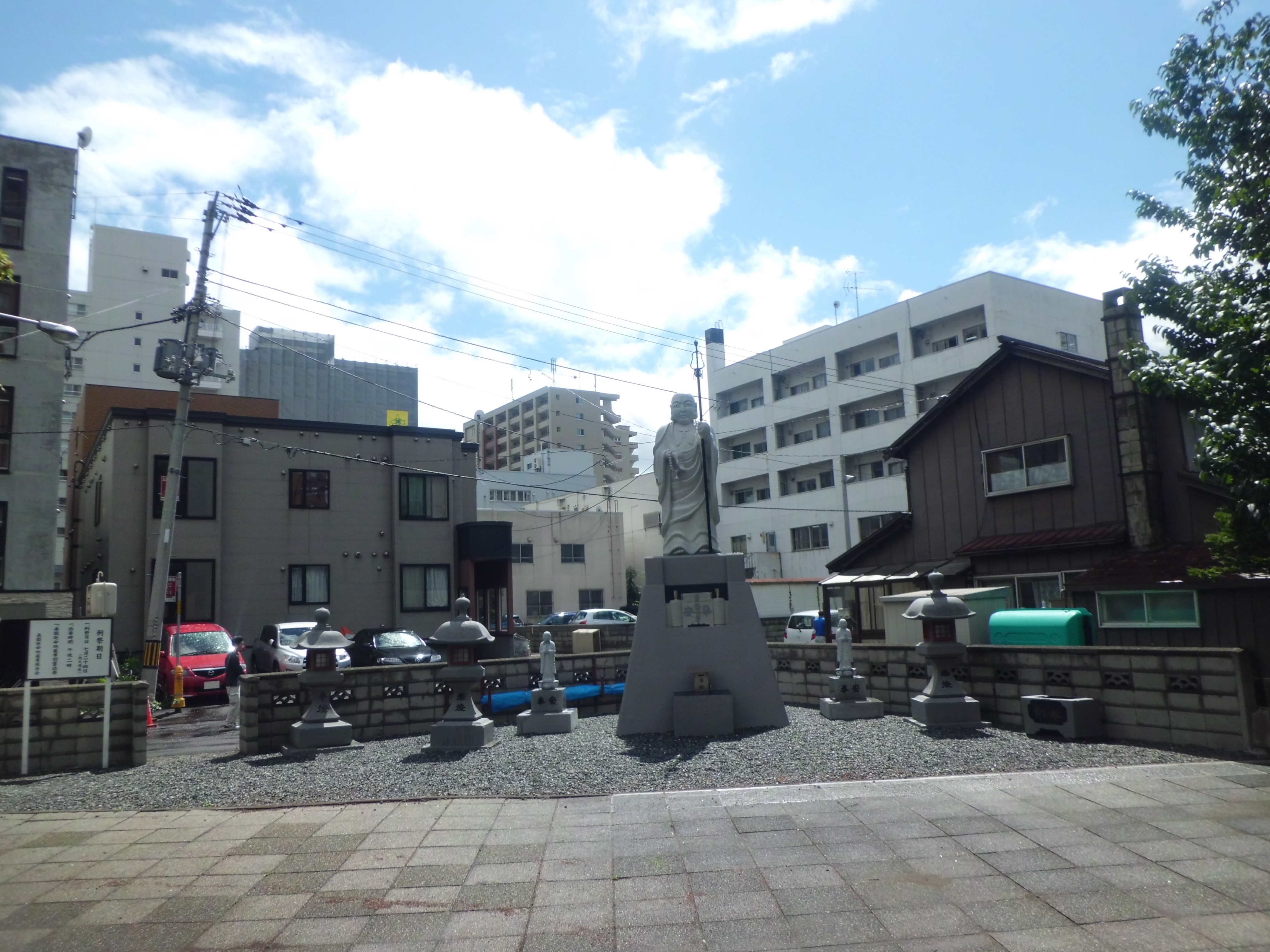
桑園延命地蔵尊

石山通が函館本線と交差する地点は、高架化以前には絶えず人身事故が起きており、人々から「魔の踏切」と呼ばれていた。そこで1927年（昭和2年）、市民の寄付によって高さ5メートルを超える大きさの「桑園延命地蔵尊」が建立された。
線路の高架化によって事故の心配が無くなった。
地元有志が集う桑園延命地蔵尊保存会により、毎年7月24日には慰霊祭が執り行われている。